# 101beonjjae propose
101beonjjae propose (kor. 101번째 프로포즈, ang. 101th Marriage Proposal) – południowokoreański serial telewizyjny z 2006 roku z udziałem Lee Moon-sik i Park Sun-young. Piętnasto odcinkowy Serial emitowany był na antenie SBS od 29 maja do 25 lipca 2006 r., w poniedziałki i wtorki o 21:55 (czas południowokoreański). 
Remake japońskiego dramatu 101 kai me no puropozu (jap. 101回目のプロポーズ), emitowanego w Fuji TV w 1991 roku.

## Obsada

### Główna
- Lee Moon-sik jako Park Dal-jae[2]
- Park Sun-young jako Han Soo-jung
- Song Chang-eui jako Seo Hyun-joon
- Jung Sung-hwan(inne języki) jako Jung Woo-suk

### Role drugoplanowe
- Im Hyun-sik jako Park Chang-man
- Lee Joong-moon(inne języki) jako Park Min-jae
- Hong Soo-ah jako Han Geum-jung
- Choi Ran jako Jang Eun-im
- Kim Hyung-ja(inne języki) jako Yeom Sun-ja
- Jo Eun-sook jako Noh Jung-soon
- Kim Ji-hye(inne języki) jako Noh Chae-young
- Jeong Kyung-ho jako Oh Yong-pil
- Lee Joon-gi jako on sam (cameo)